# Josip Pirmajer
Josip Pirmajer (14 de fevereiro de 1944 - 21 de junho e 2018) foi um jogador de futebol que jogou para a Seleção Iugoslava de Futebol e mais tarde se tornou um treinador.

## Carreira
Nascido em Trbovlje, que em 1944 estava sob ocupação alemã e conhecida como Trifail. Ele se mudou com sua família para a Sérvia em 1947.
Suas habilidades de futebol foram vistas enquanto ele estava na escola primária. Ele se juntou ao time juvenil de Elan Srbobran. Quando tinha 16 anos, com uma permissão médica especial, ele foi autorizado a começar a jogar na equipe principal de Elan Srbobran. Depois de um punhado de jogos, ele atraiu a atenção de clubes maiores e pouco depois ele se juntou ao RFK Novi Sad.
Ele estreou na temporada 1960-61 em que o Novi Sad fez sua promoção histórica para a Primeira Liga da Iugoslávia depois de vencer a Segunda Divisão. Pirmajer jogou as seguintes duas temporadas e meia com Novi Sad na Primeira Liga, até o período de inverno da temporada de 1963-64, quando ele foi transferido para o FK Partizan.
Pirmajer mudou-se para a capital e jogou com o Partizan um total de quatro temporadas e meia durante as quais ele ganhou um campeonato e foi vice-campeão europeu em 1966. Durante seu período no Partizan, ele conseguiu o registro de ter jogado 252 jogos consecutivos. 
No verão de 1967, Pirmajer se transferiu para o Vojvodina e jogou quatro temporadas com o clube.
Depois, ele jogou duas temporadas e meia na França, com o Nimes Olympique na Ligue 1. Durante o intervalo de inverno de 1974 a 1975, Pirmajer voltou para a Iugoslávia e, aos 30 anos, juntou-se ao seu antigo clube, RFK Novi Sad, e ficou até se aposentar no verão de 1977.

## Na Seleção
Pirmajer jogou em todas as equipes juvenis da Iugoslava, incluindo a equipe olímpica, antes de estrear para a seleção nacional iugoslava em 1964, ele fez quatro jogos com a seleção. 

## Como Treinador
Depois de se aposentar, Pirmajer tornou-se treinador e trabalhou no RFK Novi Sad, FK Jedinstvo Novi Bečej, FK Vojvodina, FK Elan Srbobran, FK Beograd, FK Sileks, FK Big Bul Bačinci e FK Bečej. 
Pirmajer continuou a viver na Sérvia, onde se tornou presidente do FK Srbobran. 
Em janeiro de 2009, a Associação Esportiva do município de Srbobran deu a Pirmajer um prêmio especial como reconhecimento dele como o esportista mais bem sucedido de Srboobran e por sua contribuição geral para o desenvolvimento do esporte no município. Além de ser um excelente futebolista, Pirmajer jogou também handball com RK Bačka, basquete com KK Akademik e tênis de mesa . 

## Títulos
Novi Sad
- Segunda Divisão da Jugoslávia

Partizan
- Primeira Divisão da Jugoslava: 1964-65